# 巴特沃斯

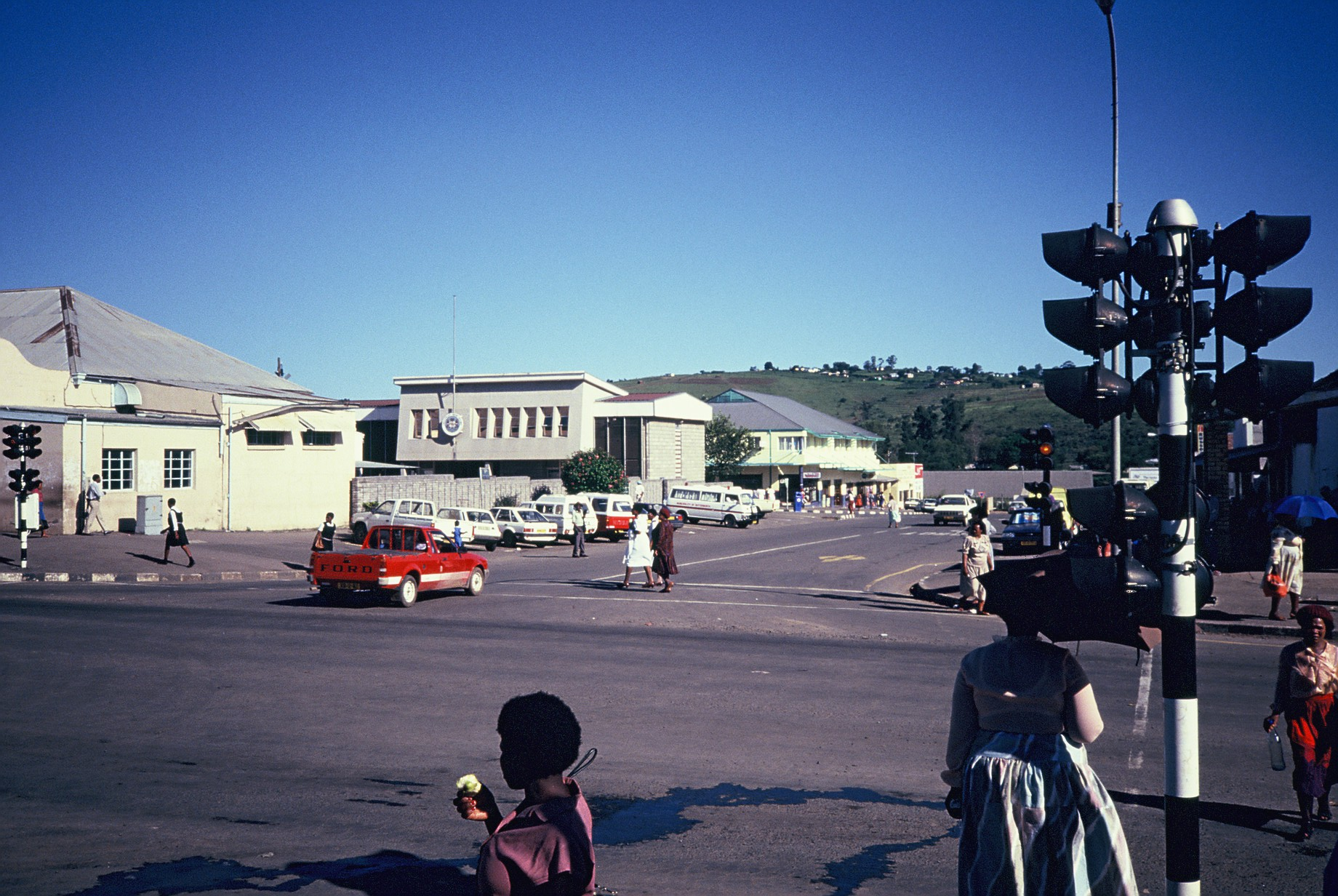

巴特沃斯是南非的城鎮，位於該國東部，由東開普省負責管轄，距離東倫敦111公里，面積26.88平方公里，2001年人口45,900，人口密度每平方公里約1,700人。